# 's-Graveland
's-Graveland é uma vila na província da Holanda do Norte, nos Países Baixos. Faz parte do município de Wijdemeren, e localiza-se a quatro quilômetros ao noroeste de Hilversum.
O antigo município de 's-Graveland juntou-se com Loosdrecht e Nederhorst den Berg em 1 de janeiro de 2002 para formar Wijdemeren. O distrito estatístico de "'s-Graveland", que engloba a vila e o território rural que a cerca, tem uma população de cerca de 1180 habitantes.